# ナム・ヒドゥ
ナム・ヒドゥ（1997年3月28日 - ）は、韓国出身のプロアイスホッケー選手。ポジションはディフェンス。アジアリーグアイスホッケーのHLアニャンに所属。

## 経歴
京畿高等学校から延世大学へ進学。
2019-2020シーズンに安養ハルラへ入団。
2023-2024シーズンはチームが2シーズン連続となる8度目の優勝を果たし、ナムも優勝を経験することになった。